# Mateo Sušić
Mateo Sušić (* 18. November 1990 in Mostar) ist ein bosnischer Fußballspieler, der aktuell bei APOEL Nikosia unter Vertrag steht.

## Karriere

### Verein
2008 wechselte Sušić von HNK Brotnjo Čitluk zum HŠK Zrinjski Mostar. Für Mostar debütierte er in der Premijer Liga am 3. Spieltag der Saison 2008/09 beim 3:1-Erfolg über NK Široki Brijeg. In dieser Saison spielte er auch in der Qualifikation zur UEFA Champions League, nach Siegen über den FC Vaduz schied er mit Mostar in der 2. Runde gegen Sporting Braga aus. Mostar wurde am Ende der Saison Meister.
Zur Saison 2010/11 wechselte Sušić nach Kroatien in die 1. HNL zu NK Istra. Für Istra debütierte er am 28. August 2010, dem 6. Spieltag. Beim 2:2 gegen HNK Šibenik wurde er in der 19. Minute eingewechselt. Nach drei Jahren in Kroatien wechselte Sušić zur Saison 2013/14 in die 2. Bundesliga zu Energie Cottbus. Sušić bestritt sowohl für die Profis in Liga 2. als auch für 2. Mannschaften einige Partien. Insgesamt kam er aber nur auf 8 Einsätze in dieser Spielzeit. Nach dem Abstieg von Energie Cottbus wechselte er zum CFR Cluj nach Rumänien. In Liga 1 der höchsten Spielklasse in Rumänien, kam auf 16 Einsätze in der Spielzeit 2014/15.
Am 23. Januar 2015 wechselte er in die Republik Moldau zu Sheriff Tiraspol. 2015 gewann er mit dem Verein den Moldauischen Fußballpokal und in der Spielzeit darauf gewann er mit Tiraspol die Divizia Națională und wurde somit Meister in Moldau.
2019 wechselte er zurück zum CRF Cluj. 2022 schloss er sich dem zyprischen Club APOEL Nikosia an.

### Nationalmannschaft
Sušić debütierte am 5. Juni 2009 beim Länderspiel gegen die U-21 Mazedoniens, die Partie endete 1:1. Er spielte auch einige Partien in der Qualifikation zur U-21-Fußball-Europameisterschaft 2011.
Am 25. März 2016 gab Sušić sein Debüt in der A-Nationalmannschaft. Beim Freundschaftsspiel gegen Luxemburg, kam er in der 46. Minute für Ognjen Vranješ ins Spiel. Beim 1:0 in der 73. Minute legte er die Vorlage, welche allerdings vom Gegenspieler Maxime Chanot ins Tor versenkt wurde. Das Spiel endete 3:0 für Bosnien-Herzegowina.

## Erfolge
- Bosnischer Meister: 2009
- Moldauischer Pokalsieger: 2015, 2017
- Moldauischer Meister: 2015/16, 2016/17, 2017, 2018
- Moldauischer Superpokalsieger: 2015, 2016
- Rumänischer Meister: 2020, 2021
- Rumänischer Supercup-Sieger: 2020
- Zyprischer Meister: 2024